# كاتي لويس
كاتي لويس (بالإنجليزية: Katie Lowes)‏ هي ممثلة أمريكية، ولدت في 22 سبتمبر 1981 بكوينز في الولايات المتحدة. بدأت مشوارها المهني سنة 2004.

## أعمال

### أفلام
- (2012) رالف المدمر[6][7][8][9]
- (2013) ملكة الثلج
- (2014) الأبطال الستة[10][11][12][13]
- (2016) زوتوبيا[14][15][16]

### مسلسلات
- فضيحة[17]

## وصلات خارجية
- كاتي لويس على موقع IMDb (الإنجليزية)
- كاتي لويس على موقع ألو سيني (الفرنسية)
- كاتي لويس على موقع قاعدة بيانات الفيلم (الإنجليزية)